# Udział Państw w Chórze Roku Eurowizji
     Wzięły udział chociaż raz
     Nigdy nie wzięły udziału, mimo takiej możliwości.

Udział od 2017 roku:
Wzięły udział chociaż raz
Nigdy nie wzięły udziału, mimo takiej możliwości.

Eurowizyjny Chór Roku – konkurs chóralny odbywający się co dwa lata od 2017 roku. Konkurs został stworzony przez Europejską Unię Nadawców (EBU) i jest najnowszym konkursem w Eurowizyjnej Rodzinie Konkursów. W konkursie mogą brać udział tylko członkowie EBU. Dziewięć krajów wzięło udział w konkursie inauguracyjnym.

## Uczestnicy
Europejska Unia Nadawców (EBU) ogłosiła w dniu 8 sierpnia 2016 roku, że ma zostać uruchomiony nowy konkurs, w którym udział wezmą chóry reprezentujące kraje, które są członkami EBU. Oficjalna premiera została zaplanowana na 28 lutego 2017 roku. Dziewięć krajów wzięło udział w konkursie inauguracyjnym.
Wymienione są wszystkie kraje, które kiedykolwiek brały udział w konkursie, wraz z rokiem, w którym zadebiutowały:
Legenda Tabeli
     Rezygnacja – Kraje, które brały udział w poprzednich latach, lecz później zrezygnowały.
| Kraj       | Rok debiutu | Ostatni Start | Liczba Startów | Liczba Wygranych | Nadawca          |
| ---------- | ----------- | ------------- | -------------- | ---------------- | ---------------- |
| Austria    | 2017        | 2017          | 1              | 0                | ORF              |
| Belgia     | 2017        | 2023          | 2              | 0                | RTBF (francuski) |
| Dania      | 2017        | 2019          | 2              | 1                | DR               |
| Estonia    | 2017        | 2017          | 1              | 0                | ERR              |
| Niemcy     | 2017        | 2019          | 2              | 0                | WDR (ARD)        |
| Litwa      | 2023        | 2023          | 1              | 0                | LRT              |
| Łotwa      | 2017        | 2023          | 2              | 0                | LTV              |
| Norwegia   | 2019        | 2019          | 1              | 0                | NRK              |
| Szkocja    | 2019        | 2019          | 1              | 0                | BBC Alba         |
| Słowenia   | 2017        | 2019          | 2              | 1                | RTV SLO          |
| Szwecja    | 2019        | 2019          | 1              | 0                | SVT              |
| Szwajcaria | 2019        | 2019          | 1              | 0                | RTS (SRG SSR)    |
| Walia      | 2017        | 2019          | 3              | 0                | S4C (UKIB)       |
| Węgry      | 2017        | 2017          | 1              | 0                | MTVA             |

### Inne kraje
- Andora - 19 maja 2018 roku nadawca Ràdio i Televisió d’Andorra potwierdził, że Andora nie będzie uczestniczyć w wydarzeniach EBU w przyszłości. Powodem jest zbyt wysoki koszt[6].
- Bośnia i Hercegowina - 25 maja 2018 roku stało się wiadome, że ze względu na wysokie obciążenie długiem i oczekujące płatności bośniackiego nadawcy BHRT na rzecz EBU, skutkują brakiem zezwolenia na udział w konkursach organizowanych przez EBU, aż do momentu spłaty długu[7]. Pomimo nałożonych sankcji udział w wydarzeniach Eurowizji nie został całkowicie wykluczony[8]. 1 sierpnia 2018 r. nadawca BHRT ogłosił, że nie będzie uczestniczył w 2019 roku w Konkursie Piosenki Eurowizji organizowanym w Izraelu z powodu sankcji nałożonych przez EBU[9]. Miały być na tyle duże, że eliminowały kraj ze wszystkich innych uczestnictw w konkursach organizowanych przez EBU.
- Czechy – 14 grudnia 2018 roku ogłoszono, że nie zadebiutują w 2 edycji.
- Finlandia – 14 grudnia 2018 roku ogłoszono, że nie zadebiutuje w 2 edycji.
- Francja - początkowo Francja miała zadebiutować w Chórze Roku Eurowizji 2019, jednak finalnie nie znalazła się na liście uczestników EBU. Powód rezygnacji nie został podany.
- Irlandia – 14 grudnia 2018 roku ogłoszono, że nie zadebiutuje w 2 edycji.
- Katalonia – chociaż kataloński nadawca TV3 nie jest pełnoprawnym członkiem EBU, EBU oświadczyło, że rozważa propozycję udziału Katalonii w konkursie w 2019 roku i nie wyklucza debiutu[10]. 17 kwietnia 2019 EBU poinformowało Eurofestivales, że rozpoczęto rozpatrzanie aplikacji Katalonii[11].
- Rumunia – mimo że uczestnictwo kraju w 2 edycji konkursu było potwierdzone[12], 18 grudnia 2018 roku ostateczna lista krajów nie obejmowała Rumunii[4]. W późniejszym czasie poinformowano, że rumuński nadawca Televiziunea Română (TVR) odrzucił zaproszenie do uczestnictwa[13].

## Organizatorzy
| Konkursy | Kraje   | Miasta   | Miejsce        | Lata |
| -------- | ------- | -------- | -------------- | ---- |
| 2        | Łotwa   | Ryga     | Arēna Rīga     | 2017 |
| 2        | Szwecja | Göteborg | Partille Arena | 2019 |